# Michel Lotito
Michel Lotito (15 de junio de 1950 – 17 de abril de 2006) fue un artista francés, nacido en Grenoble, reconocido por la ingesta deliberada de objetos no digeribles. Llegó a ser conocido como Monsieur Mangetout ("Don come todo"). Comenzó a seguir esta dieta inusual a los 9 años 

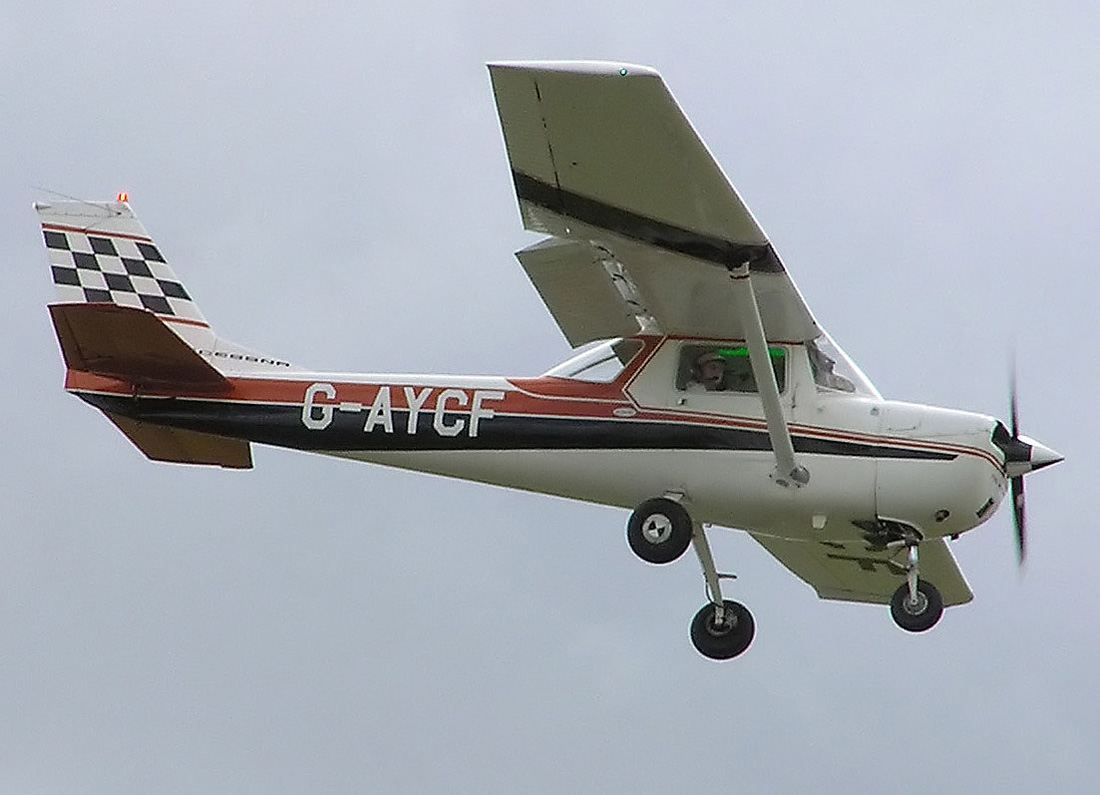
Un Cessna 150, uno de los artículos más famosos que comió Lotito a lo largo de su vida.

Michel Lotito comenzó a comer material inusual a los 9 años de edad, y actuó públicamente a partir de 1966, alrededor de los 16 años. 
Tenía un desorden alimentario conocido como pica, que es un trastorno psicológico caracterizado por tener apetito por sustancias no nutritivas. Los médicos determinaron que Lotito tenía un revestimiento grueso en el estómago e intestinos, lo que le permitía consumir metal punzante sin sufrir lesiones.  Lotito también tenía jugos digestivos inusualmente poderosos, que le permitían digerir materiales inusuales. 
Lotito consumía metal, vidrio, caucho y otros materiales. Desmontaba, troceaba y se comía artículos como bicicletas, carritos de compras, televisores, camas e incluso llegó a afirmar que se había comido un avión entre otros artículos. Según Lotito, comerse el avión Cessna 150 le llevó aproximadamente dos años, de 1978 a 1980. 
Lotito afirmó no sufrir efectos nocivos por el consumo de sustancias no alimenticias. Durante sus actuaciones ingería aproximadamente 1 kilogramo (2,2 lb) de material cada día, precediéndolo con aceite mineral y bebiendo cantidades considerables de agua. Se estima que entre 1959 y 1997, Lotito comió casi nueve toneladas de metal.
El método de Lotito para comerse el metal era romperlo en pedazos pequeños, beber aceite mineral y beber agua..Lotito no tuvo ningún problema digestivo producto de su inusual dieta. 
En 2022, Madison Dapcevich de Snopes, el sitio web de verificación de datos, investigó la afirmación de Lotito de que se había comido un avión entero aunque, finalmente no pudo confirmar que Lotito se hubiera comido un avión entero o parte de uno.

## Premios
Lotito ostenta el récord de la 'dieta más extraña' en el Libro Guinness de los Récords. Los editores le otorgaron una placa de bronce para conmemorar sus habilidades, y en agradecimiento él se comió su premio.

## Muerte
Lotito murió debido a causas naturales a los 55 años de edad el 17 de abril de 2006. Está enterrado en el cementerio de Saint Roch de Grenoble, su ciudad natal.

## Lista de artículos inusuales consumidos
- 45 bisagras
- 18 bicicletas
- 15 carros de la compra
- 7 televisiones
- 6 candelabros
- 2 camas
- 1 par de esquís
- 1 ordenador
- 1 copia del libro Gravitation by Misner, Thorne and Wheeler
- 1 avión Cessna 150 (según él)
- 1 cama de agua
- 500 metros de cadena de acero
- 1 ataúd
- 1 placa de premio Guiness
- cuchillas de afeitar
- tornillos
- Copas y vasos de vidrio
- Platos de vidrio, cerámica y porcelana

## En la cultura popular
- El hombre que se comió el 747 (2000) es la primera novela de Ben Sherwood . Sigue a un encargado de registros del Libro de los Récords que descubre a un granjero que intenta cortejar a una mujer comiéndose gradualmente un Boeing 747